# دو آب میخ زرین
دو آب میخ زرین (به لاتین: Do Ab-e Mikh-e Zarrin) یک منطقهٔ مسکونی در افغانستان است که در ولایت بامیان واقع شده‌است.